# Cantón de Brinon-sur-Beuvron
El cantón de Brinon-sur-Beuvron era una división administrativa francesa, que estaba situada en el departamento de Nièvre y la región de Borgoña.

## Composición
El cantón estaba formado por veintidós comunas:
- Asnan
- Authiou
- Beaulieu
- Beuvron
- Brinon-sur-Beuvron
- Bussy-la-Pesle
- Challement
- Champallement
- Chazeuil
- Chevannes-Changy
- Corvol-d'Embernard
- Dompierre-sur-Héry
- Germenay
- Grenois
- Guipy
- Héry
- Michaugues
- Moraches
- Neuilly
- Saint-Révérien
- Taconnay
- Vitry-Laché

## Supresión del cantón de Brinon-sur-Beuvron
En aplicación del Decreto nº 2014-184 de 18 de febrero de 2014, el cantón de Brinon-sur-Beuvron fue suprimido el 22 de marzo de 2015 y sus 22 comunas pasaron a formar parte del nuevo cantón de Corbigny.